# Maximum likelihood módszer
A maximum likelihood módszer (magyarul: legnagyobb valószínűség) a matematikai statisztika egyik leggyakrabban használt becslési eljárása mérési eredmények, minták kiértékelésére.
A maximum likelihood módszer célja, hogy adott mérési értékekhez az ismeretlen paramétereknek olyan becslését adja meg, amely mellett az adott érték a legnagyobb valószínűséggel következik be. Az eljárás a likelihoodfüggvény maximalizálásával történik.

## Definíció
A maximum likelihood becslés azokban az esetekben használatos, amikor az egyes mérési eredmények olyan véletlen eseményekként interpretálhatóak, amelyek egy vagy több ismeretlen paramétertől függenek. Mivel a vizsgált értékek kizárólagosan az ismeretlen paraméter(ek)től függenek, előállíthatók ezen paraméter vagy paraméterek függvényeként. A mérést, becslést végző kutató ezt a paramétert határozza meg, így maximalizálja a mért minta által követett valószínűséget.
A maximum likelihood módszer egy {\displaystyle X} valószínűségi változóból indul ki, amelynek a sűrűség- vagy tömegfüggvénye {\displaystyle f} és {\displaystyle q} paramétertől függ.
Véletlenszerű mintavételezéskor, {\displaystyle n} független és azonos feltételek között végzett mintavétel esetén, a sűrűség- vagy tömegfüggvény a következő formula szerint faktorizálható:
{\displaystyle f(x_{1},x_{2},...,x_{n};q)=\prod _{i=1}^{n}{f_{X}}_{i}(x_{i};q)}
Amíg rögzített {\displaystyle q} paraméter esetén a sűrűségfüggvény tetszőleges {\displaystyle x_{1},\ldots ,x_{n}} értékkel határozható meg, fordítva járunk el, és rögzített {\displaystyle x_{1},\ldots ,x_{n}} értékekre a sűrűségfüggvényt mint a {\displaystyle q} paraméter függvényét tekintjük. Ezt nevezzük likelihoodfüggvénynek:
{\displaystyle L(q)=\prod _{i=1}^{n}{f_{X}}_{i}(x_{i};q)}
A becslés a likelihoodfüggvény maximumának a megkeresése, azaz egy szélsőérték-feladat. A számítások egyszerűsítése céljából a gyakorlatban nem az eredeti likelihood-függvényt használjuk, hanem annak a természetes alapú logaritmusát. Mivel a {\displaystyle ln} függvény szigorúan monoton növekvő függvény, a szélsőérték helye nem változik, és egy összeggel egyszerűbb számolni, mint egy szorzattal. Ezt a függvényt gyakran nevezik loglikelihoodfüggvénynek:
{\displaystyle \ell (q)=\ln \left(\prod _{i=1}^{n}{f_{X}}_{i}(x_{i};q)\right)=\sum _{i=1}^{n}\ln f_{X_{i}}(x_{i};q)}

## Példa
A normális eloszlás {\displaystyle {\mathcal {N}}(\mu ,\sigma ^{2})} sűrűségfüggvénye {\displaystyle \mu } várhatóértékkel és {\displaystyle \sigma ^{2}} szórásnégyzettel a következő:
{\displaystyle f\left(x;\mu ,\sigma ^{2}\right)={\frac {1}{\sqrt {2\pi \sigma ^{2}}}}\exp {\left(-{\frac {(x-\mu )^{2}}{2\sigma ^{2}}}\right)}.}
Tekintsük az {\displaystyle x_{1},\ldots ,x_{n}} független mérési eredményeket, amelyek a feltételezés szerint ismeretlen {\displaystyle m} várhatóértékkel és {\displaystyle s^{2}} ismeretlen szórásnégyzettel {\displaystyle {\mathcal {N}}(m,s^{2})} normális eloszlást követnek. A következő likelihoodfüggvénnyel kell számolnunk: {\displaystyle q=(m,s)}.
{\displaystyle L(m,s^{2})=\prod _{i=1}^{n}f\left(x_{i};m,s^{2}\right)=\left({\frac {1}{2\pi s^{2}}}\right)^{n/2}\exp \left(-{\frac {\sum _{i=1}^{n}(x_{i}-m)^{2}}{2s^{2}}}\right)}
a loglikelihoodfüggvény pedig:
{\displaystyle \log(L(m,s^{2}))=-{\tfrac {n}{2}}\log(2\pi s^{2})-{\frac {\sum _{i=1}^{n}(x_{i}-m)^{2}}{2s^{2}}}.}